# Sleep sort
O Sleep sort é um algoritmo de ordenação de autoria desconhecida divulgado em diversos fóruns e comunidades na Internet. Sua execução baseia na criação de diversos sub-processos adormecidos de modo que estes sejam acordados na ordem apropriada.

## Funcionamento
Uma das versões do algoritmo (escrito em bash shell script) é descrita a seguir:
```
# !/bin/bash

function
 
f
()
 
{

  
sleep
 
"
$1
"

  
echo
 
"
$1
"

}

while
 
[
 
-n
 
"
$1
"
 
]

do

  
f
 
"
$1
"
 
&

  
shift

done

wait

```

Nessa implementação uma função é responsável por imprimir o parâmetro passado --- que obrigatóriamente deve ser numérico e positivo --- após aguardar a mesma quantidade de tempo.

## Problemas
Muita discussão ocorre sobre a complexidade desse algoritmo. Embora alguns acreditem que a complexidade seja {\displaystyle O(n)} (considerando que cada elemento é visitado uma única vez), esse algoritmo abusa de rotinas complexas de alto nível que torna sua complexidade mais difícil de ser estabelecida. No algoritmo verifica-se a utilização da função sleep, que adormece um processo gerando ciclos do processador ou aguardando uma condição ser atingida; e do fork, que gera um subprocesso.
Serializando as funções sleep e fork, pode-se considerar o seguinte código como equivalente:
```
lista
 
=
 
[
 
5
,
 
3
,
 
6
,
 
3
,
 
6
,
 
3
,
 
1
,
 
4
,
 
7
 
]

listaFork
 
=
 
[
 
(
i
,
i
)
 
for
 
i
 
in
 
lista
 
]

maxSleep
 
=
 
max
(
lista
)

lista
 
=
 
[]

for
 
_
 
in
 
range
(
maxSleep
):

  
for
 
i
 
in
 
range
(
len
(
listaFork
)):

    
j
,
k
 
=
 
listaFork
[
i
]

    
k
 
=
 
k
 
-
 
1

    
if
 
not
 
k
:
 
lista
.
append
(
j
)

    
listaFork
[
i
]
 
=
 
j
,
k

print
(
lista
)

```

Baseando neste algoritmo (escrito em Python) o tempo de execução é {\displaystyle n+nx}, onde {\displaystyle x} é o maior número da lista de elementos, resultando na complexidade {\displaystyle O(n^{2})} (com n ≥ x). No algoritmo original a complexidade é a mesma, embora o tempo de execução seja {\displaystyle n+nxt}, onde {\displaystyle t} é a constante de tempo (um segundo neste caso, devido ao funcionamento da função sleep). Outro possível modo de identificar a complexidade do algoritmo é verificar que ele é executado em tempo {\displaystyle O(n)} em {\displaystyle n} processadores, resultando em {\displaystyle O(n^{2})}.
Embora teoricamente correto, esse algoritmo não deve ser considerado utilizável em implementações reais por apresentar diversos problemas. O principal deles reside na condição de corrida que é inerente à sua implementação. Sem sombra de dúvidas, se os valores estiverem muito próximos um do outro, o algoritmo não é capaz de ordenar a lista satisfatóriamente, além disso, a premissa de que os dados sejam sempre positivos é uma premissa forte pois implica que o intervalo em que os dados estão compreendidos seja uma informação conhecida.

## Inspiração
O mecanismo subjacente do Sleep sort se assemelha ao algoritmo Counting sort. Este, também de complexidade O(n), instancia um array do tamanho do maior elemento e então coloca cada item na sua respectiva posição no array. O array resultante estará naturalmente ordenado.